# Agaw
Agaw (zwani też Awi, Agau, Agew; amh. አገው) – lud kuszycki zamieszkujący północno-zachodnią Etiopię, zwłaszcza region Amhara. Ich populację szacuje się na 867 tysięcy. Posługują się językami kuszyckimi – agaw.
Istnieją trzy podgrupy: Awigna, Himtigna i Kimantigna.
Agaw to przede wszystkim rolnicy wykorzystujący w roli konie i pługi.